# Puck van Heel
Gerardus Henricus "Puck" van Heel (Roterdã, 21 de janeiro de 1904 - 19 de dezembro de 1984) foi um futebolista e treinador neerlandês.

## Carreira
Puck van Heel fez parte do elenco da Seleção Neerlandesa de Futebol os Jogos Olímpicos de 1928, que disputou a Copa do Mundo de 1934, e de 1938.

## Títulos
Feyenoord
- Eredivisie
  - Campeão (5): 1923-24, 1927–28, 1935–36, 1937–38, 1939–40
  - Vice (4): 1930-31, 1931–32, 1932–33, 1936–37
- KNVB Cup
  - Campeão (3): 1930, 1935
  - Vice (1): 1934